# قائمة الشركات في الصومال

الصومال

الصومال دولة تقع في القرن الأفريقي، وقد حافظت على اقتصاد غير رسمي صحي يعتمد بشكل رئيسي على الثروة الحيوانية وشركات تحويل الأموال والاتصالات، بسبب ندرة الإحصاءات الحكومية الرسمية والحرب الأهلية، ومن الصعب قياس حجم أو نمو الاقتصاد. وقد قدَّرت وكالة المخابرات المركزية، الناتج المحلي الإجمالي عام 1994 بنحو 3.3 مليار دولار. وفي عام 2001، قُدِّرت بنحو 4.1 مليار دولار. بحلول عام 2009، قَدَّرَت وكالة المخابرات المركزية أن الناتج المحلي الإجمالي قد نما إلى 5.731 مليار دولار، مع معدل نمو قدره حوالي 2.6٪.  ووفقا لتقرير غرف التجارة البريطانية لعام 2007، فقد شهد القطاع الخاص كذلك نموا كبير خلال تلك الفترة، وخاصة في قطاع الخدمات. وخلافاً لفترة ما قبل الحرب الأهلية عندما كانت الحكومة تدير معظم الخدمات والقطاع الصناعي، فقد تميزت فترة ما بعد انهيار الحكومة بانتشار الاستثمار الخاص كثيرًا، وإن لم يكن قابلاً للتقدير، في الأنشطة التجارية؛ ومول الصوماليون في الخارج بشكل رئيسي هذا الاستثمار، لا سيما في مجالات التجارة والتسويق، وخدمات تحويل الأموال، والنقل، والاتصالات، ومعدات صيد الأسماك، وشركات الطيران، والاتصالات السلكية واللاسلكية، والتعليم، والصحة، والبناء والفنادق. ويعزو الاقتصادي الليبرالي بيتر ليسون هذا النشاط الاقتصادي المتزايد إلى القانون العرفي الصومالي (المشار إليه باسم حير)، والذي يوفر (حسب تعبيره) بيئة مستقرة لممارسة الأعمال التجارية.

## الشركات البارزة
تتضمن هذه القائمة الشركات البارزة التي يقع مقرها الرئيسي في الصومال، وتُوضح التصنيف المعياري لها، كما تُشير إلى الشركات التي توقفت عن العمل.
| الاسم                               | الصناعة         | القطاع                      | المقر   | تأسست | ملاحظات                                               |
| ----------------------------------- | --------------- | --------------------------- | ------- | ----- | ----------------------------------------------------- |
| طيران الصومال                       | خدمات استهلاكية | طيران                       | مقديشو  | 2001  | طيران خاص                                             |
| بنك صوماليلاند المركزي              | اقتصاد          | بنوك                        | هرجيسا  | 1994  | البنك المركزي                                         |
| مدبغة بوصاصو                        | صناعة           | صناعات متنوعة               | بوصاصو  | ?     | مدبغة                                                 |
| البنك المركزي الصومالي              | اقتصاد          | بنوك                        | مقديشو  | 1950  | البنك المركزي                                         |
| تلفزيون شبكة الشرق                  | اتصالات         | شبكات البث                  | بوصاصو  | 2005  | تلفزيون                                               |
| بنك صومالي فيرست                    | اقتصاد          | بنوك                        | مقديشو  | 2012  | بنك تجاري                                             |
| شركة جولس للاتصالات                 | اتصالات         | اتصالات خطوط ثابتة ولاسلكية | بوصاصو  | 2002  | اتصالات                                               |
| شركة حافون للصيد البحري             | خدمات استهلاكية | زراعة وصيد السمك            | بوصاصو  | 1992  | الصيد والعقارات                                       |
| هرجيسا تاكسي                        | خدمات استهلاكية | النقل&السياحة               | هرجيسا  | 2012  | شركة سيارات الأُجرة                                    |
| شركة هرمود للاتصالات                | اتصالات         | خطوط ثابتة ولاسلكية         | مقديشو  | 2002  | شبكة هواتف                                            |
| تلفزيون هورن كيبل                   | خدمات استهلاكية | بث تلفزيوني                 | هرجيسا  | 2003  | تلفاز                                                 |
| مجموعة هوريال                       | الصناعة         | خدمات لوجستية               | بوصاصو  | 2008  | التصميم والهندسة المعمارية                            |
| البنك الصومالي الدولي               | اقتصاد          | بنوك                        | مقديشو  | 2014  | بنك تجاري                                             |
| شركة التأمين الإسلامية              | اقتصاد          | تأمين                       | مقديشو  | 2014  | تأمين خاص                                             |
| شركة كاه للكهرباء                   | خدمات عامة      | كهرباء                      | هرجيسا  | 1997  | شركة كهرباء خاصة                                      |
| نيشن لينك للاتصالات                 | اتصالات         | خطوط ثابتة                  | مقديشو  | 1997  | خطوط سلكية ولاسلكية وخدمات انترنت                     |
| نتكو                                | اتصالات         | خطوط ثابتة                  | بوصاصو  | 1993  | خطوط سلكية ولاسلكية جزء من مجموعة الاتصالات الصومالية |
| بونتلاند بوست                       | خدمات استهلاكية | صحافة                       | جروي    | 2001  | جريدة                                                 |
| هيئة الإذاعة والتلفزيون في بونتلاند | خدمات استهلاكية | بث تلفزيوني                 | جروي    | 2013  | تلفزيون                                               |
| إذاعة جالكعيو                       | خدمات استهلاكية | بث إذاعي                    | جالكعيو | 1993  | محطة إذاعية                                           |
| إذاعة مقديشو                        | خدمات استهلاكية | بث إذاعي                    | مقديشو  | 1943  | إذاعة حكومية                                          |
| بنك سلام                            | اقتصاد          | بنوك                        | بوصاصو  | 2011  | بنك تجاري                                             |
| بنك السلام الصومالي                 | اقتصاد          | بنوك                        | مقديشو  | 2009  | بنك تجاري                                             |
| شبكة شبيلي الإعلامية                | خدمات استهلاكية | صحافة                       | مقديشو  | 2002  | شبكة إخبارية                                          |
| صومافون                             | اتصالات         | خطوط ثابتة                  | مقديشو  | 2003  | اتصالات                                               |
| الخطوط الجوية الصومالية             | خدمات استهلاكية | طيران                       | مقديشو  | 1964  | الخطوط الجوية (توقفت في 1991                          |
| هيئة الإذاعة الصومالية              | خدمات استهلاكية | بث إذاعي                    | بوصاصو  | 2001  | خدمة إذاعية                                           |
| شركة الطاقة الصومالية               | خدمات           | طاقة وكهرباء                | مقديشو  | ؟     | شركة كهرباء                                           |
| التلفزيون الوطني الصومالي           | خدمات استهلاكية | بث تلفزيوني                 | مقديشو  | 1983  | محطة تلفزيونية                                        |
| شركة المشروبات في صوماليلاند        | تصنيع           | مشروبات                     | هرجيسا  | 2010  | مشروبات غازية ومياه معدنية ومنتجات ألبان              |
| التلفزيون الوطني لصوماليلاند        | خدمات استهلاكية | بث تلفزيوني                 | هرجيسا  | 2004  | محطة تلفزيونية                                        |
| شركة النفط الصومالية                | النفط والغاز    | الاستخراج والانتاج          | مقديشو  | 2007  | التنقيب عن الغاز والنفط                               |
| خدمة البريد الصومالية               | الصناعة         | خدمات توصيل                 | مقديشو  | 1991  | خدمة بريد                                             |
| صوم كيبل                            | اتصالات         | مزود خدمة الانترنت          | هرجيسا  | 2010  | اتصالات                                               |
| صوم باور                            | خدمات           | كهرباء                      | هرجيسا  | 2016  | شركة كهرباء                                           |
| سومتيل                              | اتصالات         | خطوط ثابتة                  | هرجيسا  | 1993  | اتصالات                                               |
| تيلكوم                              | اتصالات         | خطوط ثابتة                  | مقديشو  | 1997  | اتصالات                                               |
| تيليسوم                             | اتصالات         | خطوط ثابتة                  | هرجيسا  | 2002  | اتصالات                                               |
| الشركة الوطنية للكهرباء والغاز      | خدمات           | كهرباء                      | مقديشو  | 2010  | شركة طاقة                                             |

## معرض صور

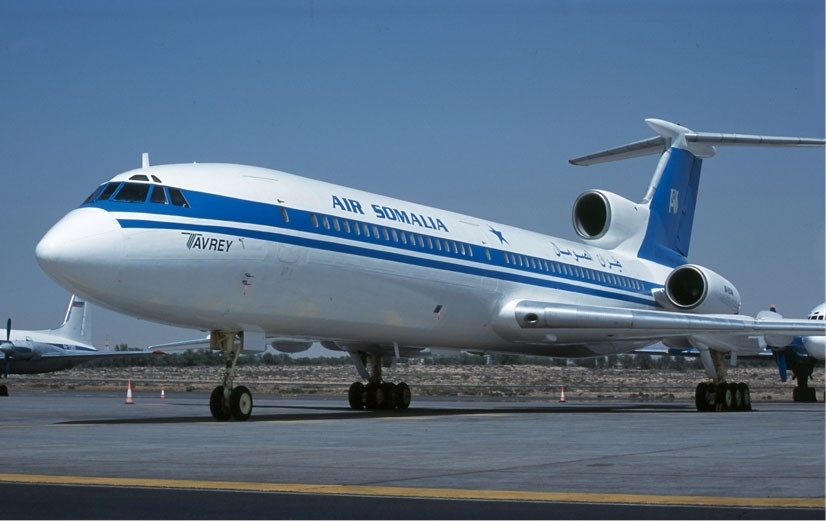
طائرة الخطوط الجوية الصومالية توبوليف تو-154.
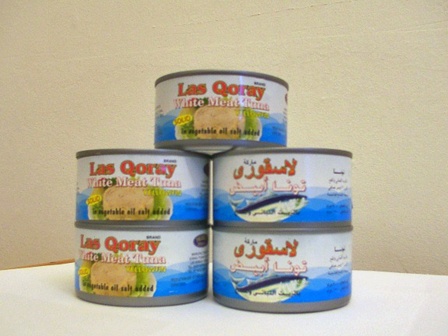
علب التونة من براند لاس قري التي تُنتج في لاسقوري.
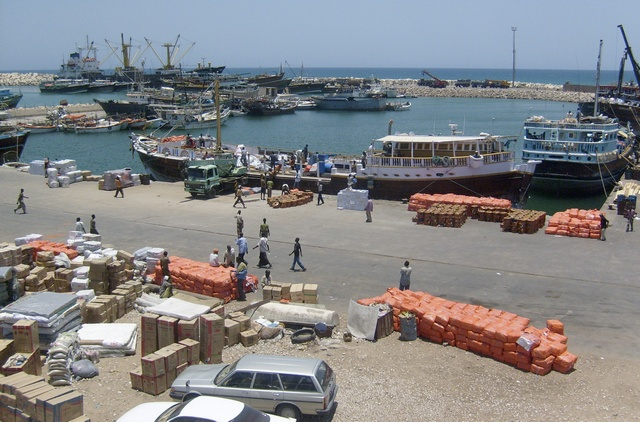
ميناء بوصاصو.